# Vol 803 de Korean Air
El 27 de juliol de 1989, una DC-10 de Korean Air es va estavellar mentre intentava aterrar a Trípoli, Líbia. 75 dels 199 passatgers, juntament amb la tripulació a bord, i altres quatre persones a terra, van morir durant l'accident.

## Accident
El vol 803 va ser un vol regular internacional de passatgers des de Seul, Corea del sud a Trípoli, Líbia amb parades intermèdies a Bangkok, Tailàndia i Jeddah, Aràbia Saudita. Mentre es trobava en aproximació a Trípoli, l'avió va impactar en un horta a aproximadament 1,5 milles de la pista 27. La meteorologia al moment de l'accident es basava en densa boira i una visibilitat horitzontal de cent i vuit-cents peus.
El vol 803 de Korean Air va ser el segon desastre aeri en què es va veure implicat un DC-10 en menys de dues setmanes. El vol 232 de United Airlines s'havia accidentat el 19 de juliol de 1989 mentre intentava realitzar un aterratge d'emergència en Sioux City, Iowa en el qual 111 de les 296 persones a bord van perdre la seva vida.

## Recerca
Després de l'accident el pilot del vol 803, Kim Ho-jung, va dir- "L'aeroport estava envoltat d'una densa boira i la visibilitat era escassa quan m'aproximava. Vaig perdre el contacte amb la torre de control quinze minuts abans de l'accident." L'agència oficial de notícies de Líbia JANA va publicar que un avió soviètic havia estat desviat a Malta una hora abans de l'accident del vol 803 en lloc d'aterrar en la situació de boira. També el sistema d'aterratge per instruments de l'aeroport internacional de Trípoli no estava en funcionament al moment de l'accident.
Un jutjat libi va declarar culpables de negligència el pilot i copilot al desembre de 1990. Van ser sentenciats a penes de presó de dos anys i divuit mesos respectivament. En el cas del copilot la sentència va ser anul·lada.

## Causa
Es va determinar que la causa de l'accident va ser un error de la tripulació en intentar descendir per sota de l'altitud de decisió sense tenir la pista a la vista.